# PAK DA (航空機)
PAK DA（ロシア語: ПАК ДА）は、既存のTu-22M、Tu-160とTu-95の後継として、ツポレフで開発中の次世代のステルス性を備えた亜音速の爆撃機である。
PAK DAとはロシア語でперспективный авиационный комплекс дальней авиации (perspektivnyi aviatsionnyi kompleks dal'ney aviatsii)のアクロニムであり、意味は"長距離飛行のための将来航空複合体"である。Izdeliye 80とも呼称される。
PAK DAは新型の戦略爆撃機として構想され、2025年から2030年に就役予定で、ロシア軍への受領は2023年を予定している(2012年時点での発表では初号機の納入は2020年の予定だった)。

## 開発
2008年にロシア空軍の報告では次世代戦略爆撃機には戦術と技術要求を報告した。複数の初期の報告によるとPAK DAは超音速爆撃機であるTu-160を原型として開発予定とされた。ロシアのプーチン首相(当時)はテレビ演説で新型爆撃機は新設計を導入予定であると述べた。
2010年3月1日、ロシアのAnatoly Zhikharev将軍は新型爆撃機によりターボプロップ式のTu-95と超音速のTu-160を置き換える予定であると述べた。
2012年6月6日、メドヴェージェフ政権副首相のドミトリー・ロゴージンは計画に疑問があり、新型爆撃機の設計は不必要かもしれないと述べた。
2012年6月9日、ドミートリー・メドヴェージェフはPAK DAは計画として確認したと述べた
2012年12月18日、ロシア連邦軍参謀本部のニコライ・マカロフ将軍は同年6月6日のドミトリー・ロゴージン副首相の発言に対し、アメリカの航空機を凌駕する新型爆撃機の設計作業はまだ継続中であると述べた。
2017年3月1日、ロシアの軍事産業からの情報筋によりツポレフでの全翼機のコンセプトに基づいたPAK DAのフルサイズのモックアップの製作が報告された。同筋によると新しい爆撃機はステルス技術を使用し、電波吸収材料が構造に使用され、すべての兵器は航空機内に収納される。最新の国産電子戦システムを装備する計画もあり、効率の面では世界的に類似した機体はないと語った。別の筋からの情報では試作機は2025年までに初飛行予定で、亜音速であると報告された。
2017年7月18日、UECによりPAK DA向けエンジンの予備設計の完了が報告された。
2017年8月12日、ロシアの軍事産業からの情報筋により、PAK DAには超音速兵器のほかに空対空ミサイルを搭載する計画である事が報告された。
2017年11月15日、ロシアの軍事産業からの情報筋によりPAK DAは亜音速機であり超音速爆撃機であるTu-160M2よりも低価格と報告された。同情報筋によると亜音速機であるという点は戦闘の有効性には影響せず、高精度の長距離巡航ミサイルにより敵の防空網に入ったり、超音速モードを使わずに攻撃することを可能にするという。飛行の準備もより簡単で安価に行うことができ、燃料消費を抑えることができるという。
2017年12月24日、ロシア連邦院委員会防衛委員長のボンダレフ氏はPAK DAに関する研究開発は既に終了し、試作機の製造に近づいていると述べた。同氏によるとPAK DAの運用開始は試作機の試験を終えた後、2025年から2030年を予定しているという。